# 泰和当铺
泰和当铺，位于中国广东省佛山市禅城区福贤路石巷39号，为一处民国建筑，建于1924年，为一砖木结构的五层楼房，高24米。1998年4月30日公布为佛山市文物保护单位，登录名为石巷当楼。2006年10月25日重新公布时更改登录名为泰和当铺。